# Liste der Baudenkmäler in Detmold-Heiligenkirchen
Die Liste der Baudenkmäler in Detmold-Heiligenkirchen enthält die denkmalgeschützten Bauwerke auf dem Gebiet von Detmold-Heiligenkirchen in Nordrhein-Westfalen (Stand: September 2024). Diese Baudenkmäler sind in der Denkmalliste der Stadt Detmold eingetragen; Grundlage für die Aufnahme ist das Denkmalschutzgesetz Nordrhein-Westfalen (DSchG NRW).
| Bild                                                | Bezeichnung                                               | Lage                             | Beschreibung | Bauzeit                                                             | Eingetragen seit   | Denkmal- nummer |
| --------------------------------------------------- | --------------------------------------------------------- | -------------------------------- | --- | ------------------------------------------------------------------- | ------------------ | --------------- |
| weitere Bilder                                      | Fachwerkhaus                                              | Warweg 7 Karte                   | Vermutlich zweitältester Profanbau Heiligenkirchens. | 1584                                                                | 15. März 1983      | 011             |
| weitere Bilder                                      | evangelisch-reformierte Kirche Heiligenkirchen            | Kirchweg 20 Karte                | | ab dem 10. Jahrhundert ist an der Stelle ein Kirchenbau nachweisbar | 15. Mai 1985       | 085             |
| Villa Wantrup, ehemalige Leibzucht                  | Villa Wantrup, ehemalige Leibzucht                        | Paderborner Straße 11 Karte      | |                                                                     | 8. Oktober 1985    | 135             |
| Fachwerkbau (ehemaliger Wendt’scher Hof)            | Fachwerkbau (ehemaliger Wendt’scher Hof)                  | Am Krugplatz 5 Karte             | ehemaliges Wohnhaus des Falkenberger Amtsvogtes | 1696                                                                | 19. März 1986      | 158             |
| BW                                                  | Torbogen eines ehemaligen Dreiständerfachwerkhaus         | Denkmalstraße 41 Karte           | |                                                                     | 19. März 1986      | 160             |
| Torbogen eines ehemaligen Schulhauses               | Torbogen eines ehemaligen Schulhauses                     | Am Silberbach 4 Karte            | | 1771                                                                | 19. März 1986      | 161             |
| Steinwegkreuz                                       | Steinwegkreuz                                             | Am Krugplatz Karte               | Das Steinwegkreuz stammt aus dem 15. Jahrhundert. Es befindet sich auf einer 118 cm × 78 cm × 21 cm großen, oben abgerundeten Sandsteinplatte. Das Relief zeigt ein gleicharmiges, gotisches Nasenkreuz. Die Sandsteinplatte war ursprünglich Teil einer Mauer, die bei einer Straßenverbreiterung in den Jahren 1924/25 zurückgesetzt wurde. Erst später (nach 1963) ist es frei aufgestellt worden. Die am Kreuz verlaufende Straße war früher Teil der Poststraße Detmold–Paderborn, das Steinwegkreuz war daher möglicherweise ein Zollstein oder Poststein. | 15. Jahrhundert                                                     | 19. März 1986      | 165             |
| verputzter Traufenbau mit Querhaus (Landhausstil)   | verputzter Traufenbau mit Querhaus (Landhausstil)         | Am Krugplatz 8 Karte             | |                                                                     | 26. März 1986      | 166             |
| Dreiständerfachwerkhaus                             | Dreiständerfachwerkhaus                                   | Denkmalstraße 33 Karte           | |                                                                     | 14. Mai 1986       | 170             |
| Fachwerktraufenhaus                                 | Fachwerktraufenhaus                                       | Denkmalstraße 2 Karte            | |                                                                     | 14. Mai 1986       | 173             |
| Wasserturm                                          | Wasserturm                                                | Friedrichshöhe 23 Karte          | | um 1905                                                             | 17. Juli 1986      | 177             |
| Wohnhaus                                            | Wohnhaus                                                  | Friedrich-Pieper-Straße 3 Karte  | |                                                                     | 17. Juli 1986      | 178             |
| Bruchstein-Wohnhaus                                 | Bruchstein-Wohnhaus                                       | Friedrichshöhe 13 Karte          | |                                                                     | 17. Juli 1986      | 179             |
| Wohnhaus                                            | Wohnhaus                                                  | Friedrichshöhe 4 Karte           | |                                                                     | 17. Juli 1986      | 180             |
| weitere Bilder                                      | Villenbau                                                 | Friedrich-Pieper-Straße 18 Karte | |                                                                     | 17. Juli 1986      | 181             |
| BW                                                  | Vierständer-Fachwerkhaus                                  | Am Krugplatz 3 Karte             | Gebäude wurde abgerissen |                                                                     | 4. August 1986     | 183             |
| Bruchsteinbrücke über der Berlebecke / Am Krugplatz | Bruchsteinbrücke über der Berlebecke / Am Krugplatz       | Am Krugplatz (Brücke) Karte      | |                                                                     | 4. August 1986     | 185             |
| Bruchsteinbogenbrücke                               | Bruchsteinbogenbrücke                                     | Kirchweg (Brücke) Karte          | |                                                                     | 4. August 1986     | 186             |
| BW                                                  | Vierständer-Fachwerkbau                                   | Schau Ins Land 27 Karte          | | 1625                                                                | 27. Oktober 1986   | 192             |
| villenartiges Wohnhaus                              | villenartiges Wohnhaus                                    | Friedrichshöhe 5 Karte           | |                                                                     | 17. Mai 1988       | 278             |
| weitere Bilder                                      | Kammermühle von Heiligenkirchen einschließlich Stauanlage | Alter Mühlenweg 12 Karte         | |                                                                     | 18. September 1989 | 311             |
| weitere Bilder                                      | Villa mit Einfriedung und Gartentreppe                    | Am Büchenberg 6 Karte            | |                                                                     | 5. März 1996       | 501             |
| Wohn- und Geschäftshaus                             | Wohn- und Geschäftshaus                                   | Denkmalstraße 14 Karte           | |                                                                     | 13. September 2004 | 606             |
| weitere Bilder                                      | Wohnhaus                                                  | Unterer Weg 4 Karte              | | 1846                                                                | 24. Mai 2012       | 680             |
| weitere Bilder                                      | ehemaliges Bauernhaus                                     | Unterer Weg 14 Karte             | Gebäude des ehemaligen Teuthofes, ältester Profanbau Heiligenkirchens. | 1573                                                                | 25. September 2012 | 685             |